# Villegats (Charente)
Villegats korábbi község Franciaországban, Charente megyében. Lakosainak száma 215 fő (2018. január 1.). Villegats Barro, Courcôme, La Faye, Ruffec, Salles-de-Villefagnan, Tuzie és Verteuil-sur-Charente községekkel határos.
2019. január 1-jén Tuzie korábbi községgel együtt Courcôme új község része lett.

## Népesség
A település népessége az elmúlt években az alábbi módon változott:
| Lakosok száma | 234  | 209  | 245  | 263  | 246  | 225  | 222  | 219  | 216  | 215  |
|               | 1968 | 1975 | 1990 | 1999 | 2006 | 2011 | 2013 | 2015 | 2017 | 2018 |